# 미쓰비시 F-2

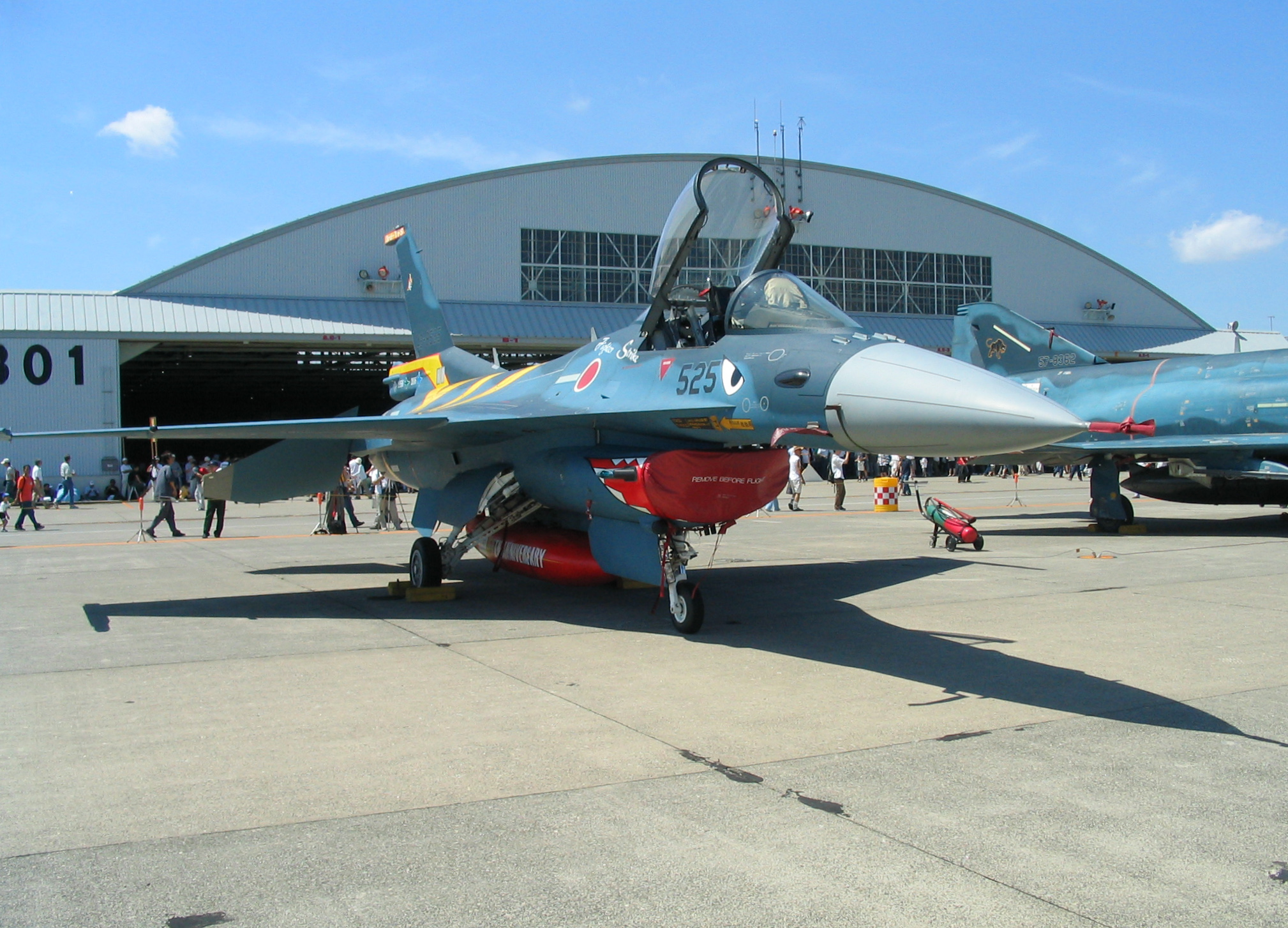
2006년 치토세 기지 항공 축제에서 선을 보인 항공자위대 F-2A

미쓰비시 F-2(일본어: 三菱 F-2, 영어: Mitsubishi F-2)는 F-1 지원전투기의 후계기로서 개발된 일본 항공자위대의 지원기이다. 미국제 F-16을 모체로 개조, 개발된 기종으로 미쓰비시 중공업을 주 계약 기업, 록히드 마틴 등을 협력 기업으로 일본과 미국이 공동으로 개발했다. 1995년에 처녀 비행, 2000년부터 항공자위대 각 부대에 배치되었다. 전투공격임무와 함께 훈련에도 사용된다.

## 개발 경위
미일 공동개발로 인해, 독자 개발을 지향하고 있던 일본 방위청, 일본 경산성, 일본 항공기 제작사 등 관계자들로부터 반발을 사 많은 비판을 받았으며, 일반적으로도 일본 내에서는 "미국의 간섭"이라 회자된 F-2는 공동 개발에 이르게 된 사정이 복잡하다.

### 공동 개발에 이르기까지의 추이

#### 일본 차기 지원전투기 개발계획
1982년 7월, 일본 국방회의에서 "쇼와 56년도 중기업무견적"(56년 중업)이 승인되었고, 여기에 최초로 "일본 차기 지원전투기(FSX) 24기 정비"가 포함되었다. F-1 후계기가 1990년도부터 필요했기 때문이었다.
일본에서는 "지원전투기"부대 자체가 F-104J 정비 사업으로 예비기가 다수 존재하게 된 F-86F을 바탕으로 편성이 이루어졌다. 전성기인 1965년에는 F-86F, F-86D, F-104J/104DJ 모두 합쳐 19개 비행대가 존재하고 있었으며, 특히 공여기 180기에 라이선스 생산한 300기를 더해 도합 480기가 운용되고 있었다. 오히려 공여기 45기를 반환할 정도로 그 수가 너무 많았기에 F-86F 비행대 10개를 어떻게 처리할 것인가 하는 일이 발단이 되었다. "지원전투기"부대로 "지정"된 것은 북부 항공 방면대, 중부 항공 방면대, 서부 항공 방면대 소속 각 1 부대씩이었으며, 이 F-86F 비행대들은 지원전투기 비행대로서 재편성되지 않고, 요격전투기 비행대로 "지원전투 비행대로서 임무를 부여"하는 체재로 전환되었다. 즉 어디까지나 본 사업은 요격전투로, 지원전투기 부대 지정을 받았다곤 해도 영공침범조치임무는 계속해서 수행하게 된 것이었다.
이는 1976년 10월에 각의승인 된 평시(平時) 일본 방위력을 정하는 "방위계획 대망(大網)"(방위대망)에서 결정되어 "요격전투 비행대 10개 - 소요기수 약 250기, 지원전투기 부대 3개 - 소요기수 약 100기"라는 근거가 마련되었다. 항공자위대에서도 운용연구의 명백한 결과에 따라 지원전투기 비행대 3개라는 수치가 나온 것은 아니었지만, 당시부터 "현재도 부족한 전투기를 임무에 따라 분산할 수는 없다", "지원전투기라도 요격전투 비행대를 보좌해 대전투기력을 유지하고 요격 임무를 수행하자" 등 강력한 성토의 목소리가 일었다. F-1 및 F-2도 "특공기"로서의 능력뿐만 아니라 "전투기"로서의 능력이 요구된 이유에는 이 지원전투기 부대 성립 경위도 깊은 연관이 있었던 것이다. 이 방위대망에 따라 지원전투기 필요수는 3개 비행대 100기로 결정되었다.
본래 F-1 내구 연한은 3500 시간으로, 1990년에 최초 비행대의 유지가 불가능하게 되었고, 그로 인해 56년 중업에서 후계기로 FS-X의 조달이 계획되게 되었다. 그러나 이래서는 FS-X를 국산화할 시간이 부족했다. 그 때문에 1984년 12월, F-1 내구성 재검토에서 내구 연한 연장이 가능하다는 보고가 올라왔다(4050 시간까지 연장 가능했다). 석유 파동 영향 등에 따라 연간 비행 시간이 당초 예상보다 감소된 데 맞춰, F-1 취항 기간이 당초 예정보다 연장된 1997년까지가 되면서 선정부터 배치까지 10년이라는 시간적 여유가 있을 걸로 전망되었다.
일본 방위청에서는 F-1 개발 완료 직후인 1978년부터 차기 자국산 전투기 개발을 목표로 계획된 운동능력 향상기(CCV) 연구, 컴퓨터 지원에 의한 항공기 설계 시스템, 차세대 화기관제장치, 전투기 탑재용 컴퓨터, 5 톤급 전투기용 엔진 등에 예산을 투입해 각각 개별적인 개발을 진행하고 있었지만 F-1 퇴역 시기 재검토에 따라 그 성과를 전투기로서 실현할 발판이 마련되었다.

#### 일본 국산파의 수주 활동
F-1 내구 연한 연장 보고가 된 직후인 1985년 1월에 항공막료장(航空幕僚長)으로부터 기술연구 본부장에게 아래 언급한 것과 같은 운용 요구가 제시된 "국내개발 가능여부"에 대한 임시 요구서가 만들어졌다.
- 공대함 미사일을 4발 장비한 상태에서 전투 행동 반경이 450 해리일 것.
- 단거리 공대공 미사일과 중거리 공대공 미사일을 각각 2-4발 장비 가능할 것.
- 전천후 운용 능력을 보유할 것.
- 고도의 전자전 능력을 보유할 것.

1985년 9월에 이루어진 회답은 "엔진을 제외하고는 국내 개발 가능"이었다. 그러나 "대함 미사일 4발 탑재, 전투 행동 반경 450 해리"가 가능한 "현용기는 존재하지 않는다"는 요구에 아울러 이 시점에서 내구 연한만을 이유로 한 취역 기간 연장과 일본 국내 개발 가능이라는 회답은 자국산 전투기 개발에 대한 노골적인 유도로 해석되어 국회에서까지 추궁을 당하게 되었다.

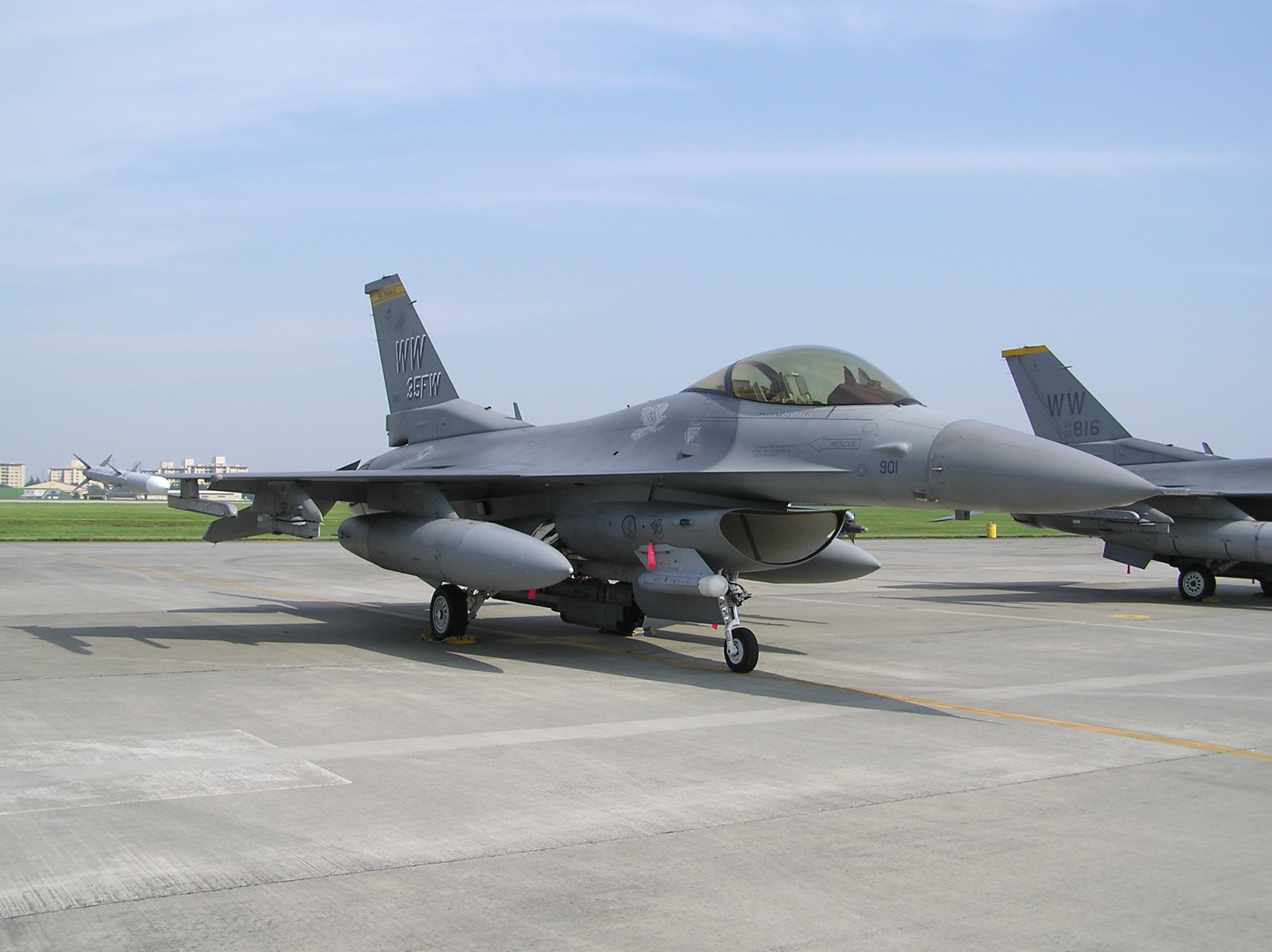
선정대상 1 제너럴 다이내믹스 F-16C

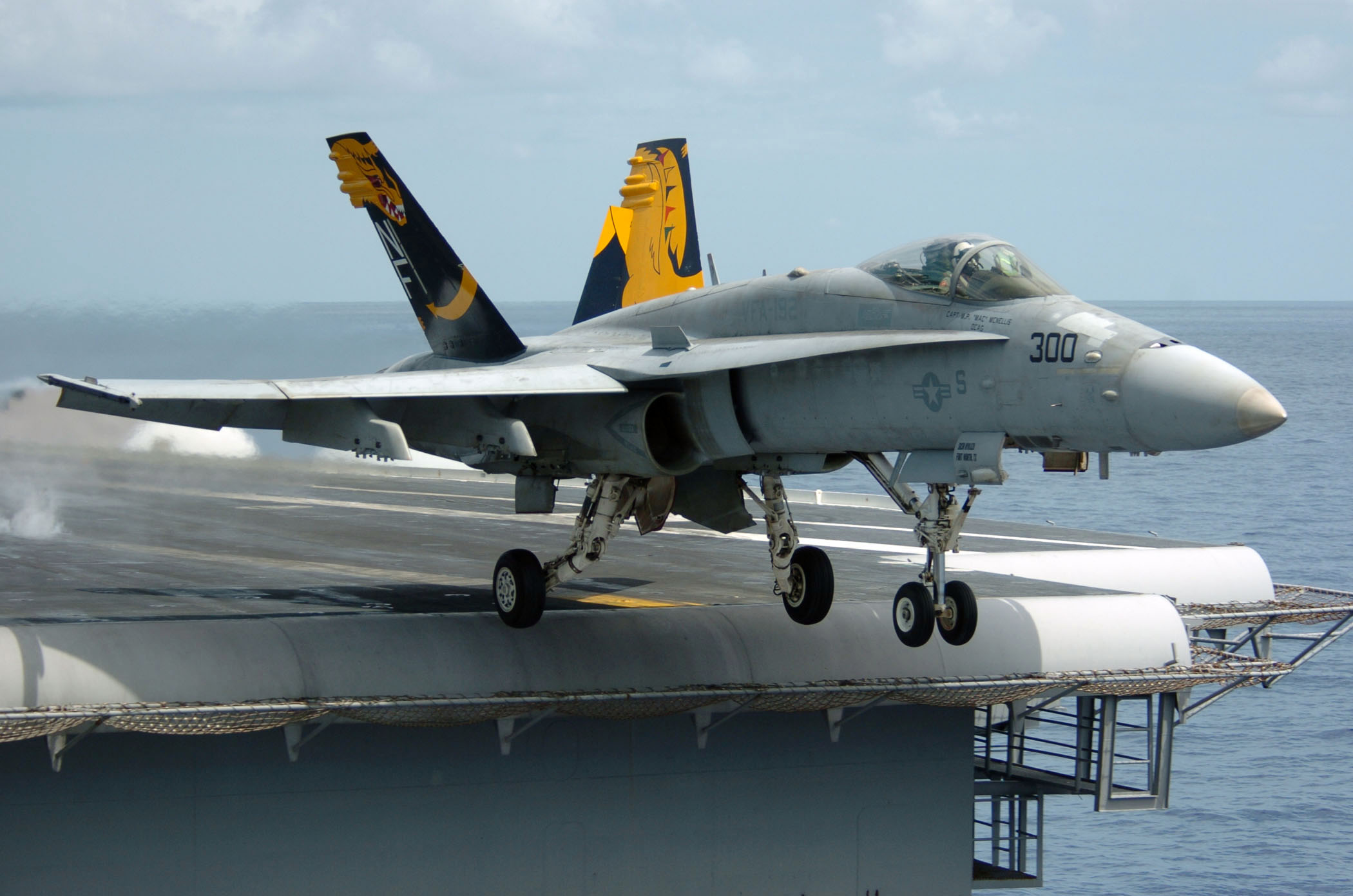
선정대상 2 맥도넬 더글러스 F/A-18C

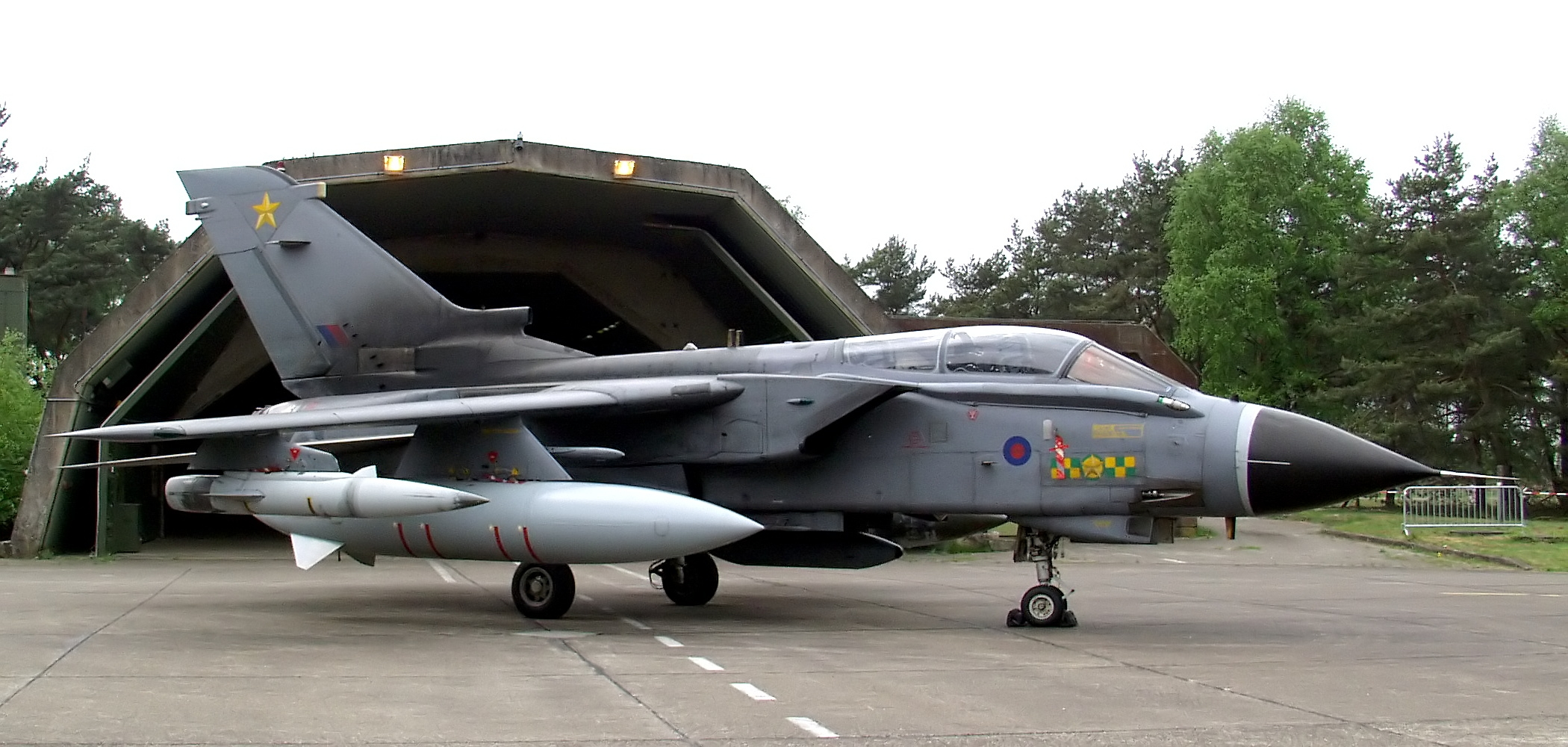
선정대상 3 파나비아 토네이도 IDS

56년 중업에서 결정된 "87년까지 24기 조달"(87년 이후 순조로운 부대 배치를 위해서는 당시까지 조달되었어야 했다)에 따르면 "외국기 도입"과 "현용기 전용(轉用)"이라는 두 가지 안이 존재했지만, 그 구체적 사업이 시작되기 전에 10년의 여유가 있다는 점에 따라 "일본 국내 개발"이라는 선택지가 추가되었다. 1985년 10월, 구체적인 선정 작업이 시작되었고, 그 일환으로써 미국 제너럴 다이내믹스(F-16, 현 록히드 마틴), 맥도넬 더글러스(F/A-18), 영국, 서독, 이탈리아의 파나비아(토네이도 IDS)에 질문서가 일본 외무성을 통해 보내졌다.
또한, 그 당시에 미쓰비시 중공업과 가와사키 중공업이 일본 방위청 기술연구본부에 전투기 개발에 관한 연구 보고서를 제출했다. 그와 함께 쌍수직 미익 및 추력 8 톤급의 쌍발 엔진으로 "대함 미사일 4 발을 장비하고 450 해리 전투행동반경 보유"라는 조건을 해결했다. 스펙으로는 현재의 F/A-18E/F 수퍼 호넷에 가까웠으며, 미쓰비시의 안은 카나드를 장비, 가와사키의 안은 F/A-18과 비슷한 실루엣을 가지고 있었다. 미쓰비시(사내 명칭 JF210)는 "항공 저널" 1985년 6월호에 예상도를 게재했다. 1983년에 처녀 비행을 한 T-2 CCV 연구기 및 1985년(쇼와 60년)에 처녀 비행을 한 저소음 '단거리 이착륙(STOL)' 실험기 "비조(飛鳥)"가 일본 항공기술 발달을 어필하고 있었던 것도 이 시기였다.
일본 방위청의 국내 개발 지지파도 미쓰비시 및 가와사키에 동조, CCV 및 신형 컴퓨터 시스템 개발 결과를 근거로 국내 개발로 훌륭한 전투기를 개발할 수 있다는 정보를 여러 루트를 통해 퍼뜨렸다(개발과 실험은 FSX 프로젝트에 맞추기 위해서 조기에 종료되었고, 근거가 된 CCV 및 컴퓨터는 실제로는 실용 단계에는 전혀 이르지 못한 상태였다. 그렇지만, 몇 가지 성과를 얻는 것은 가능했으며, 프로젝트의 진전은 미국과의 절충에서 일본 측의 "비장의 카드"로써 유리하게 작용했다).

#### 외국기 수입 검토
익년 1986년에 일본 외무성이 외국 제작사에 보낸 제출서에 대한 회답이 도착하기 시작했지만, 내용 불충분 및 10년 후에 채용할 전투기를 현대적인 스펙에 맞춰 예상 제작한다고 하는 전제가 강한 반발을 산 탓에 2월과 4월에 재검토된 질문서가 다시 송부되었다. 7월에는 외국 제작사로부터 "소요(所要)되는 개조를 추가로 할 경우 요구 성능을 만족시킬 수 있다"라는 회답이 도착했다. 10월에 F-16 및 F/A-18은 "성능향상형의 공동개발"이라는 제안을, 토네이도는 "능력 향상"이라는 제안을 수령했다.
일본 측도 외산안으로 국론을 통일한 것은 아니었다. 일본 국산병기의 능력에 전폭적인 신뢰를 가진 사람만이 있었던 건 아니기 때문이었다. 특히 생산수가 적은 국산 장비품은 가격 면에서 수입품의 몇 배에 이르렀다. 이번 FSX 선택에서도 외국기 도입 검토는 이러한 인식에 따른 일이었으며, 외국으로 조사단을 파견해 상세한 자료 수집을 거듭했다.
실제, F-1/T-2 개발 당시에도 일본 방위청 내부에 강력하게 외국기 도입을 주장하는 일파가 존재했었다. 대장성에 파이프 라인을 가지고 있던 그들은 미국제 T-38와 F-5를 조합시키는 것이야말로 코스트 퍼포먼스 면에서 유리할 뿐 아니라, 배치 예정 기일을 지킬 수 있는 유일한 방법이라고 강력하게 주장했다. 확실히 당초 예정대로라면 F-X 도입까지 초음속 고등훈련기를 국내 개발하는 일은 불가능했다. 도입이 결정된 F-4EJ 팬텀Ⅱ가 복좌라는 점을 근거로 기종 전환에 충분히 여유가 있다는 주장으로 이를 무마했고, 그로 인해 요행히 전투기 파일럿 양성 스케줄을 소화할 수 있는 발판이 마련되었다. 그 때문에 T-X를 개발 할 수 있는 시간적 여유가 생긴 것이었다. 그렇지 않았다면 일본은 T-X 국내 개발을 시간 부족으로 단념했어야 할지도 모른다.
더욱이 예산이 할애되지 않는 이상 시험 제작 자체가 불가능했고, 완성 예상도밖에 나오지 않은 일본 국산안이 구체화되기 위해서는 미국이 "엔진만" 판매 인가를 내준다고 하는 대전제가 필요했다. 하지만, 100기 정도(일본 방위청 당초 계획으로는 141기. 후술)로 그다지 큰 시장이 아니라고는 하나, 미국은 당시 대일 무역 마찰 중에 있었던 탓에 엔진 판매만으로 납득할 항공 제작사가 없었고, 그에 따라 미국 정부가 정치적으로 대일 양보를 할 여유가 있을 리 없었다. 유럽제 엔진 도입에서도 유럽 기가 매회 선정에서 탈락하는 이유, 다시 말해 근본적인 성능 부족을 항공자위대가 감수할 자세가 되어 있지 않는 이상, 이번에도 유럽제는 형식적인 후보라고 할 수밖에 없는 존재였다. 이런 조건들을 무시하고 "엔진만" 조달하는 계획을 시도할 정치력의 발휘가 불가능했다는 게 일본 국산안의 불행이었다.

#### 국제공동개발 모색
1986년 12월에는 "일본 국내 개발", "현용기 전용", "외국기 도입" 세 가지 선택지 중 "일본 국내 개발"에 새롭게 "미국과의 공동 개발"이 포함되었다. 해가 지나 1987년, 구리하라 유우코우(栗原祐幸) 일본 방위청 장관(제3차 나카소네 내각)은 FSX 선정에 있어 아래 언급한 삼원칙을 내세웠다. 주의해야 할 것은 제2항으로 군사적 상호운용성을 확보할 수 있다는 주석이 붙어있었다는 점이었다.
- 방위상 기술 및 전문적 견지로 볼 때 일본 방위에 있어 최선의 기체를 선정한다.
- 북미 방위 협력 체제의 중요성을 재인식한다.
- 내외 방위산업의 영향을 배제한다.

1987년 4월 11일부터 미국 국방부 시찰팀이 미쓰비시 중공업 나고야 항공기 제작소, 미쓰비시 전기 가마쿠라 제작소를 시찰하고(이라고는 하나 독자 기술의 정보 공개를 요구하는 등, 첩보적 요소를 다분히 내포한 "조사"에 가까운 것이었다), 방위청에서 일본 측과 의견교환을 나누었다. 조사 팀은 "높은 기술력과 개발에 대한 열의는 인정하지만 고액의 항공기 개발에 대한 전망이 너무나 낙관적이고, 비용 대 효과 면에서 의문이 든다."라는 소견을 표명했다. 당시 일본 FSX 개발 예산 견적은 1650 억엔. 실제로는 그 두 배가 들었지만, 미국은 자국 실적을 바탕으로 독자 개발로는 6000 억엔이 필요하다는 견적을 내세우면서 "일본이 독자적으로 개발할 경우, FSX는 예산 초과로 돈좌될 것이다"는 염려를 표시했다. 일본을 잘 알고 이해하고 있는 지일파(知日派), 일본에 호의를 가지고 있는 친일파(親日派)조차도 열세인 코스트 퍼포먼스를 이유로 미국제 도입을 권고했다.
6월 28일, 도쿄 시내 한 호텔에서 이루어진 구리하라 일 방위청 장관과 와인버거 미 국방부 장관의 회담에서는 일본 측에서는 "미일 공동 개발로 새롭게 FSX를 개발하고 싶다", 미국 측에서는 "미국 전투기를 미일 공동으로 개발하는 게 어떨까"라고 의견을 교환했으며, 일본 단독 개발을 의미하는 "일본 국내 개발"은 사실상 종언을 맞이했다. 하지만, 이는 동시에 미국제 전투기 수입 혹은 라이선스 생산 요구의 종언이기도 했다. 비공식이긴 하지만 일본 FSX 개발 단념과 미국제 전투기 수입을 백악관에 전하는 최후 통첩이기도 했던 것이다.

#### 미일 공동개발 결정
7월에 유럽제 토네이도가 후보에서 제외되었고, F-15, F-16, F/A-18을 개조 모체로 일미 공동으로 개발한다는 제안이 제출되었다. 9월에 제출된 일본 방위청의 위탁을 받은 항공기, 엔진, 전자기기 관련 기업 5개사로 구성된 민간기업 합동연구회의 "공동개발 가능성"에 관한 조사 보고는 이와 같았다.
- 1. F-15 개조안은 스텔스 성능을 제외하면 성능상 문제는 없지만 소요 경비가 막대하다.
- 2. F-16 개조안은 개발 경비, 생산 단가 모두 염가이나 이륙 성능, 스텔스 성능 등 성능상 문제가 있다.
- 3. F/A-18 개조안은 성능상 문제는 없지만 개발 경비, 양산 단가 모두 높으며, 또한 함재기라는 점 때문에 단가 하락이 이루어질 가망이 없으며 추가로 기체와 엔진 동시 개발이라는 점 때문에 위험 부담이 너무 크다.

순위로 따지면 F-16 > F-15 > F/A-18 이라고 할 수 있었다. 경비가 크게 소요되는 F/A-18이었지만, 맥도넬 더글러스가 일본 측 제안을 수락, 막대한 개조 범위를 인식하고 있다는 점 때문에 민간기업 합동연구회는 이를 높게 평가했다. 한편, F-16쪽은 제너럴 다이내믹스가 당초 제안한 쌍발 개조안은 물론이고 항공자위대의 쌍발 요구에 사고율 실적을 들어 반발하고 있었다. 일본 측은 비공식적으로 제너럴 다이내믹스에 F-16이 F-15와 함께 후보로 남아 개조 범위 요구를 인정한다면 단발기라도 채용하겠다고 전했으며, 이에 대해 제너럴 다이내믹스는 기수 재설계, 복합재료 사용, 일본제 항공전자기기 탑재를 용인하겠다는 회답을 보냈다.
10월 2일, 워싱턴 D.C.에서 열린 쿠리하라 일 방위청 장관과 와인버거 미 국방부 장관의 회담에서는 "개조 모체기는 F-15 혹은 F-16", "채용 결정을 신속히 한다", "관련 사업을 위해 제작사와 국방부 담당자를 파견한다"는 합의가 도출되었다. 10월 12, 13일에는 미 국방부와 제너럴 다이내믹스 담당자가, 10월 14, 15일에는 맥도넬 더글러스 담당자가 항공자위대와 회동을 가졌다. 17일에도 회동은 계속되었지만, 이 시점에서 채용 제작사를 확정되었다고 전해지며, 일본 방위청은 21일 방침을 결정했다.
10월 23일, 수상 관저 식당에서 "일본 차기 지원전투기에 관한 조치"를 의제로 한 안전보장회의가 열렸다. 이 석상에서 니시코우(西広) 방위국장은 검토 경위에 관한 설명 후, "지원전투기 F-1의 후계기 FSX 관련 조치로 일본의 우수한 기술을 결집해 F-16을 개조개발하고 싶다"라고 말을 맺었다. 출석한 막료들로부터 질문은 거의 없었으며, 나카소네 야스히로 수상의 "매우, 수고하셨습니다"라는 말로 이 결정을 승인했다. 나카소네 내각은 다음 달 퇴진했고, 다케시타 노보루(竹下登)가 수상이 되어 계획을 인계했다.
1988년 4월 1일, 항공막료감부 기술부는 "차기지원전투기실"을 설치했다. 6월 2일에는 카와라 츠토무(瓦力) 일 방위청 장관(다케시타 내각)과 갈루치 미 국방부 장관과의 회담에서 다음과 같은 일미 공동개발 기본조건이 합의되었다.
- 계획 관리는 일본 방위청이 맡는다.
- 주 계약자는 일본 기업
- 개발비는 방위청이 부담한다.
- FSX개발에서 얻어진 기술 정보는 전부 일본 방위청에 귀속한다.
- 개발 프로젝트 업무 분담은 미국 측이 35-40%
- TSC(기술운영위원회)를 설치한다.

11월 29일, 주 계약자를 미쓰비시 중공업, 협력 회사를 가와사키 중공업, 스바루 중공업, 제너럴 다이내믹스, 업무 분담은 "일본 6 : 미국 4"라는 일본 우위로 이루어진 "일본 방위청과 미국 국방부 사이의 FS-X 무기 시스템 개발 협력에 관한 이해사항각서"(개발 MOU)가 체결되었다. 또한, 제너럴 다이내믹스는 1992년 12월에 항공기 부문을 록히드 마틴에 매각했기 때문에 같은 시기에 협력회사도 인계되었다. 추가로 록히드는 1995년 3월에 마틴 마리에타를 합병해 록히드 마틴이 되었고, 그로 인해 협력회사가 다시 한 번 인계되었다.

### 엔진 기술 이전까지의 추이

#### FSX 당시의 세계 정세
일본이 FSX 계획을 진행하고 있던 당시, 일본의 유일한 군사동맹국 미국은 로널드 레이건 대통령 체제 아래 소련과의 대결 자세를 취하고 있었다. 미국은 1981년 "600척 함대 구상", 1983년 "전략방위구상(SDI구상: 스타워즈 계획)" 등으로 소비에트 연방을 상대로 한 군비 확장 경쟁에 돌입했다. 또한 "유럽에서도 전술핵을 사용한 핵 전쟁이 일어날 수 있다"라는 발언을 했고, 그에 따라 NATO 각국은 자신들이 냉전의 중심에 위치하고 있다는 사실을 재인식하게 되었다.
한편, 미국은 일본이 처한 환경에 걸맞지 않게 방위 노력이 부족하다고 느끼고 있었고, 미국뿐만 아니라 서구 각국에서도 "서방 측 일원"으로서 방위 노력에 더욱 힘써달라는 요구가 드높았다. 1983년 나카소네 야스히로 수상의 "불침 항모(不沈航母)" 발언 및 1985년 방위비 대GNP 비율 1퍼센트 돌파는 그에 대한 회답이었지만, 여타 서방국들과 비교해 노력이 매우 부족하다는 비판을 항상 받아왔다. (단, 방위비를 대GNP로 비교하는 것에 대한 공정성을 따지면 반드시 그렇다고 할 수도 없었으며, 일본이 가공무역국가로서 GNP가 실제보다 과대한 경향이 있는데다 세법까지 다른 이상, 이는 합당한 주장이라고 할 수 없었다. 일반회계 면에서 방위비 비율을 따지면, 일본의 "1 퍼센트" 전후라는 수치는 NATO 각국과 실제 비용에서는 그다지 차이가 없는 수치로써 NATO 각국의 방위비 대GNP 비율이 일본의 3배에서 5배라는 것은 실상과는 동떨어진 주장이다.)
하지만, 방위 노력에 대한 요구가 촉구된 최대 이유는 당시 일본 경제의 "호조"를 넘어선 "일인 독주"라는 상황에 의한 결과라 할 수 있었다. 미국의 대일 무역적자는 매년 갱신을 거듭했으며, 일본은 상황을 고려하지 않고 수출 일변도의 세계 독주를 감행했다. 그렇지만, 무역 입국(貿易立國)인 일본은 상품을 계속해서 수출하지 않으면 경제 유지 자체가 불가능하다. 한편, 미국은 "자유무역의 수호자"로서 이를 방관할 수 없다는 입장을 강력하게 표명했다. 더욱이 일본 상품이 하이테크 분야로 이전해 간다고 하는 새로운 문제까지 떠올랐다.
대함 미사일 4발 탑재가 불가능한 경우, 지원전투기 정수 증가 및 신편, 배치 기지 자체의 신설 등 자위대라는 조직 자체를 재편할 필요가 있었으며, 이를 미국이 지도할 일 따위는 전혀 없다고 할 수 있었다. 경제 문제에서의 무역적자 해소와 미국제 전투기 구입 그리고 상호운용성을 바탕으로 미국제 전투기를 개조 모체로 하라는 요구는 때론 상호 연관이 있지만 기본적으로 개별 사안으로, 당연히 각각의 비중은 다르다고 할 수 있었다. 확실히 총액 1조 엔에 이르는 FSX 프로젝트는 무시할 수 없는 규모지만, 1985년에 미국 경제연구소가 한 "일본이 무역 장벽을 완전 철폐하면 세계의 대일 수출은 연간 220억 달러 증가한다"라는 연구에서도 알 수 있듯이 무역 적자를 병기 수출로 메운다고 하는 방안 자체가 매우 유치한 발상이었다. 1987년 레이건 정권 당시 도시바 기계 코콤 위반 사건이 일어났고, 일본 국내 기업 및 노조에 지원을 받은 하원의원이 관련 발언을 하면서 이후 일본은 미국제 전투기 수입 및 무개조 라이선스 생산을 공식적으로 요구하지 못하게 되었다(무개조 라이선스 생산은 당연히 일본에서 유도한 것이다.).
하지만 그런 "론-야스" 관계가 토대가 된 FSX는 1989년에 부시 대통령에게 정권이 이양되면서 괴롭기 그지없는 대일 압력의 효시가 되었다.

#### 미 의회에 의한 외압
일본 방위청이 수입 추진파와 국산 추진파로 나뉜 것처럼, 미국 또한 의견이 통일된 상태는 아니었다고 한다. 일본 방위청과 미국 국방부 및 국무부의 두터운 신뢰 관계는 "우리 펜타곤은 일본과의 상호 신뢰에 기반한 전후 방위협력체제를 구축해왔다. 따라서 방위청과는 100퍼센트 신뢰 관계에 있다"(아미티지 국방차관보, 당시)라는 발언에서도 알 수 있듯이 일본인조차도 겸연쩍을 정도(이해하기 어려울 정도)였으며, 이런 정부기관에 있어 공통의 "적"이라고 하는 것은 시대가 변하면서 대상이 변하는 일반적인 "공통의 적"이며, 이를 바탕으로 전후 일관된 방위체제가 구축돼왔다.
하지만, 한편으로 미국 상무부와 일본 통상산업성 및 외무성은 매우 사이가 좋지 않다. 미 상무부를 상대하는 일본 기관들은 "수퍼 301조" 발동을 피하기 위해 가능한 모든 방법을 동원해 저항하는 "강력한 교섭자"로서 몇 번이나 힘든 교섭을 치렀다. 그런 미 상무부는 1988년 9월에 "국방부가 외국과 군사기기 공동생산 계약 시에는 상무부가 정보제공을 받아 이를 토대로 권고하며, 국방부는 상무부가 권고한 관련 정보를 고려한다"는 관련 권한을 부여받았지만, 미 국방부는 당시 일본 FSX에 관한 정보를 제공받지 못했다.
무역 적자라는 경제 문제와 안전 보장을 따로 보는 미 국방부 및 국무부의 사고 방식은 미 상무부 및 통상대표부 입장에서 보자면 완전히 "아마추어적"이었으며, 자국을 상대로 500억 달러가 넘는 무역 흑자를 가진 일본이 완성품 전투기 수입 대신 기술 이전을 받는다고 하는 것은 상무부 및 통상대표부 입장에서는 도저히 생각조차 할 수 없는 일이었다. 여기에 이르러 "이전 정권이 승인한 국가 간의 안전보장에 관한 국제공동계획을 경제 문제를 방패로 미국 상무부이 무산시킬려고 한다"는 전대미문의 사태가 발생하게 된 것이다.
1989년 2월 2일, 다케시타 노보루는 1월에 부시 대통령으로부터 워싱턴 D.C.로 초대되어, 미일 안보의 중요성과 함께 미국의 FSX 계획에 대한 협력 관계를 더욱 두텁게 할 예정이었다. 하지만 이는 당일 아침 유력 상원의원 12명이 연명으로 보낸 FSX 계획에 반대 서안에 의해 무산되고 말았다. 2월 14일에는 초당파적으로 24명의 의원이 연명으로 정부가 F-16 대일기술공여 승인을 요구할 경우, 불승인 결의안을 제출해 저항하겠다는 내용의 서안을 대통령에게 보냈다. 부시 대통령은 3월 10일을 회답 기간으로 정하고 정부 내부에서 재검토회의를 열었고, 3월 20일 마침내 "공동개발에 대한 전제"를 결정했다. 단, 이하처럼 부대 사항이 추가되었다.
1. F-16 소스 코드 공여를 제약한다.
2. 생산 단계에서의 미국 사업 분담율을 최대한으로 확보하도록 한다.
3. 일본으로부터 기술을 반드시 제공받는다는 보증을 마련한다.

3월 20일부터 미일 사이에 "미일 합의 내용의 명확화"라 불리는 작업이 개시되었다. 아무리 좋게 말해도 "계획 수정", "재검토"라고 말할 수밖에 없는 상황에서 이루어진 선택이었다. 4월 28일에 부시 대통령이 특별성명을 발표했지만, 객관적인 관점에서 그 내용은 일방적으로 미국 측에 유리하게 이루어진 것이었다. 구체적으로 말하면, 최후까지 문제가 되었던 생산 단계에서의 미국 측 사업 분담율 "총생산액의 약 40 퍼센트"라는 내용 외에도 기술이전 면에서 "일본 측은 미국 측이 원하는 모든 기술을 이미 합의된 절차에 따라 미국 측에 이전한다"라는 내용이 존재했다.
일본 자민당 내부로부터 "불평등 조약"이라는 소리가 나온 것은 이때였다. 애당초 개발능력이 대등하지 않은 이상 불평등이 되는 건 어쩔 수 없다는 의견도 있었지만, 일본이 독자로 구축해온 특수기술을 무조건적으로 제공하고 미국이 F-16 핵심 기술을 "블랙박스"화하는 일이 용인된 결정은 특히 공동개발에서도 자국의 주체성 확립을 바라고 있던 일본 국산 추진파에게 패배감을 맛보게 했으며, 그로 인해 결국 FSX에 관한 불만이 분출되게 되었다. 일본 매스컴도 "저팬 배싱" 관계를 화제로 우스꽝스러운 모양으로 관련 내용을 보도했다.

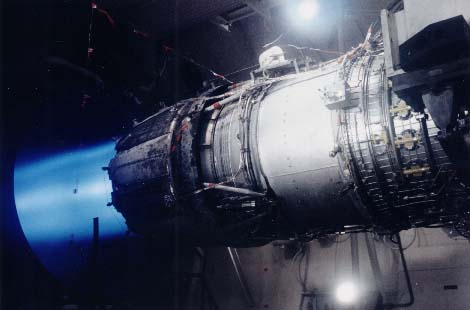
F-16의 F110 엔진

한편, 실무자 레벨에서는 아직 "FSX 박살내기"를 막기 위한 필사적인 저항이 계속되고 있었다. 부시 대통령의 특별성명(의회 통고)에 대해, 반FSX 진영은 엔진 기술의 대일 공여를 불허한다는 조건을 부대 조건으로 한 수정안을 상원에 제출했고 5월 16일 가결되었다. 공동개발 자체는 상원, 하원 쌍방에서 부결되지 않는 한 자연스럽게 승인 쪽으로 흘러가기 때문에 일본 FSX의 생사가 달린 엔진 기술 공여가 핵심 문제로 떠올랐다. 부시 대통령에 의한 최초 거절권은 이 대일엔진기술공여 반대행위를 상대로 발동되었지만, 이 거절권은 수정의결안에 2/3 이상 찬성이 있으면 번복이 가능했다. 6월 1일 공동개발계획은 자연 승인되었고, 부시 정권은 "F-16 대일기술공여 허가증(LTAA)"을 발행했다. "엔진 기술 공여를 승인하지 않는다"라는 조건이 붙은 공동개발에 대한 상원의 평결은 9월 13일에 이루어졌고, 66 대 34, 1표 차로 부결되어 대일 엔진 기술공여가 결정되었다. 엔진은 이시카와지마-하리마 중공업에 의해 라이선스 생산되게 되었다.

### 생산에서 배치까지

#### 시험 제작

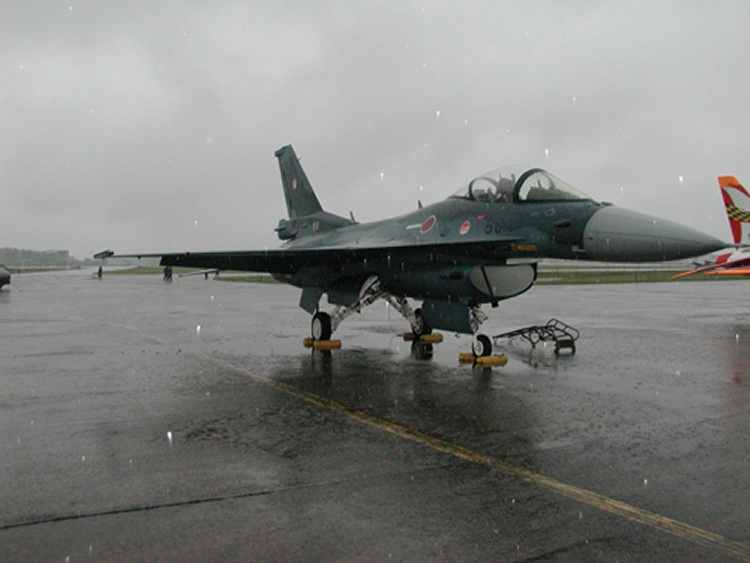
부대 배치된 F-2A (504호기)

FSX는 미일 합의에 의해 1990년 3월에 지원전투기 설계팀이 설치되어 개발이 개시되었다. F-1의 수명 연장이 이루어졌다고는 하나, 1997년부터는 감수가 예측되어 있는 상황이었기에 실용 실험 등을 고려하면 전혀 여유가 없었다. 기체 개관(機體槪觀) 제작과 설계가 이루어졌으며, 수직미익 이외는 모두 미쓰비시에 의해 재설계되었다. 비행성능 향상 및 대함 미사일 운용을 위한 설계 변경 과정에서의 그 집요하기까지 한 철저함은 "자국산"이라는 의지의 발로였다. 공기 흡입구 형상까지 재설계하려고 하자 제너럴 다이내믹스 F-16 설계팀이 화를 냈다고 하는 이야기까지 있을 정도였다.
1992년에 실물 모형(목업)이 공표되었다. 이어 시제기 4기의 제작에 들어갔으며, 1995년 10월 7일에 시제 1호기(63-8001)가 처녀 비행에 성공, XF-2라는 이름을 부여받았다. 이어 단좌 2호기(63-8002)과 훈련용 복좌 1, 2호기(63-8003, 63-8004)가 진공(進空), 1996년(평성 8년) 1월 9일에는 단좌형에 F-2A, 복좌형에 F-2B라는 공식 명칭이 결정, 3월에 방위청에 납입되어 기술연구본부(TRDI)에 의해 시험에 투입되었다. 7월에는 일미 양 정부 사이에서 "일본 방위청과 미국 국방부 사이의 지원전투기 시스템 생산에 관한 이해사항각서"(생산 MOU)를 체결되어 F-2 양산이 일미 양 정부 사이에 승인되었으며, 일본 항공자위대는 1996년도부터 조달을 개시했다. 이 각서에 따라 개발분담비율에 존재하는 기체의 40%를 미국 국내에서 생산하기 위해서(앞선 이루어진 무역마찰대책에 따른 결과), 록히드 마틴에서 생산 라인이 가동되기 시작했으며, 일본에 수입된 부품은 미쓰비시에서 조립이 이루어졌다.

#### 초기 불량과 실전 배치 연장
시험 제작, 시험 비행 단계에서 일본이 획득한 탄소계 복합소재로 제작한 주익 구조 부위에 미소한 "균열"(현미경 레벨)이 생겼고, 추가로 특정 비대칭 운동 시 수직미익에 예측치를 초과하는 하중이 걸리는 문제까지 발생한 탓에 원인규명과 개수작업에 따른 기한 연장이 이루어졌다. 이런 설계 변경에 따른 강도 증가 및 비행 제어 프로그램 조정 덕에 성능 저하 없이 문제가 해결되었지만, 앞서 있은 일미 교섭 등의 영향으로 인해 XF-2의 미래에 어둠이 드리워졌다는 보도가 이루어졌다. 또한 99식 공대공 유도탄(AAM-4 공대공 미사일)을 운용하지 못하는 점 또한 문제로 지적되었으며, 1995년에 처녀 비행, 1998년에 화기관제장치 비행시험이 이루어진 상황에서 제식화되지 않은 미사일의 운용능력을 부여하는 것은 불가능하다는 의견도 있다. AAM-4을 운용하기 위해서는 전용 지령장치 탑재가 필수였기 때문에 AAM-4 탑재 개수 설계에서는 레이다, 기체, 쌍방 개수가 신규 제작와 동시에 진행될 예정이다. (단, 개수 예산의 추가 확보는 불가피하다.)
2000년 9월 25일 양산 1호기가 항공자위대에 납입되었다. 56중업에 기재된지로부터 19년, 당초 배치 예정보다 13년, F-16 개조개발 결정 이후의 배치 예정보다는 3년이나 늦은 시점이었다. 개발비는 3270억 엔으로 미국이 낸 당초 견적 6000억 엔에는 미치지 못했지만, 일본 측이 예측한 1650억 엔을 훨씬 상회했다.
또한, F-1은 1997년부터 예정대로 감소가 이루어지고 있었으며, F-2 배치 연장 문제가 조기에 예상되었기 때문에 항공자위대는 F-15 배치에 따라 여유기가 존재하게 된 F-4EJ를 폐기하지 않고, 대지공격능력을 부여해 1개 비행대를 배치, F-2 배치까지 잠정적으로 대처했다.

### FSX 계획에 대한 평가
F-2에는, F-1에 의한 실적 및 일본 국내 개발파의 공세에 의한 정보 누설, 개발 시기가 후에 거품 경제라 불린 호경기에 겹친 점 뿐만 아니라 "자국산"에 대한 높은 기대 또한 개발에 많은 영향을 미쳤다. 미일 정부 사이의 무역마찰로 인한 일본의 대미 양보 중(소고기 및 섬유, 오렌지 문제 등) 각서가 체결된 탓에 기술적으로 FSX가 일본 국내 개발이 가능한가보다는 정치적 측면이 우선된 경향이 컸다고 할 수 있다. 그러나 앞서 언급한 대로, 실제로는 기술적으로든 정치적으로든 독자 개발은 곤란했으며, 시간적으로 국제공동개발은 필연적이었다는 목소리 또한 크다.
하지만, 소위 "불평등 조약"에 의한 기술 제공 및 엔진 기술이전에 관한 문제에 대한 미국의 자세, 그 후 납입 기한 연장 및 개발비 상승, 초기 불량, 계속적인 조달 기수 감소로 인해 일본 측에서는 "만약 국산이었다면 이런 일은 없었을 텐데"라는 의견이 분출될 수밖에 없었다.
한편, 미국이 일본으로부터 제공 받은 탄소섬유 복합재료(CFRP) 기술(F-2에서도 주익 등에 사용)은 미국보다 우수하다고 여겨져, 미국 여객기 보잉 787에 사용되고 있는 CFRP제 주익을 미쓰비시가 생산하게 되는 성과도 있었다.

## 기체

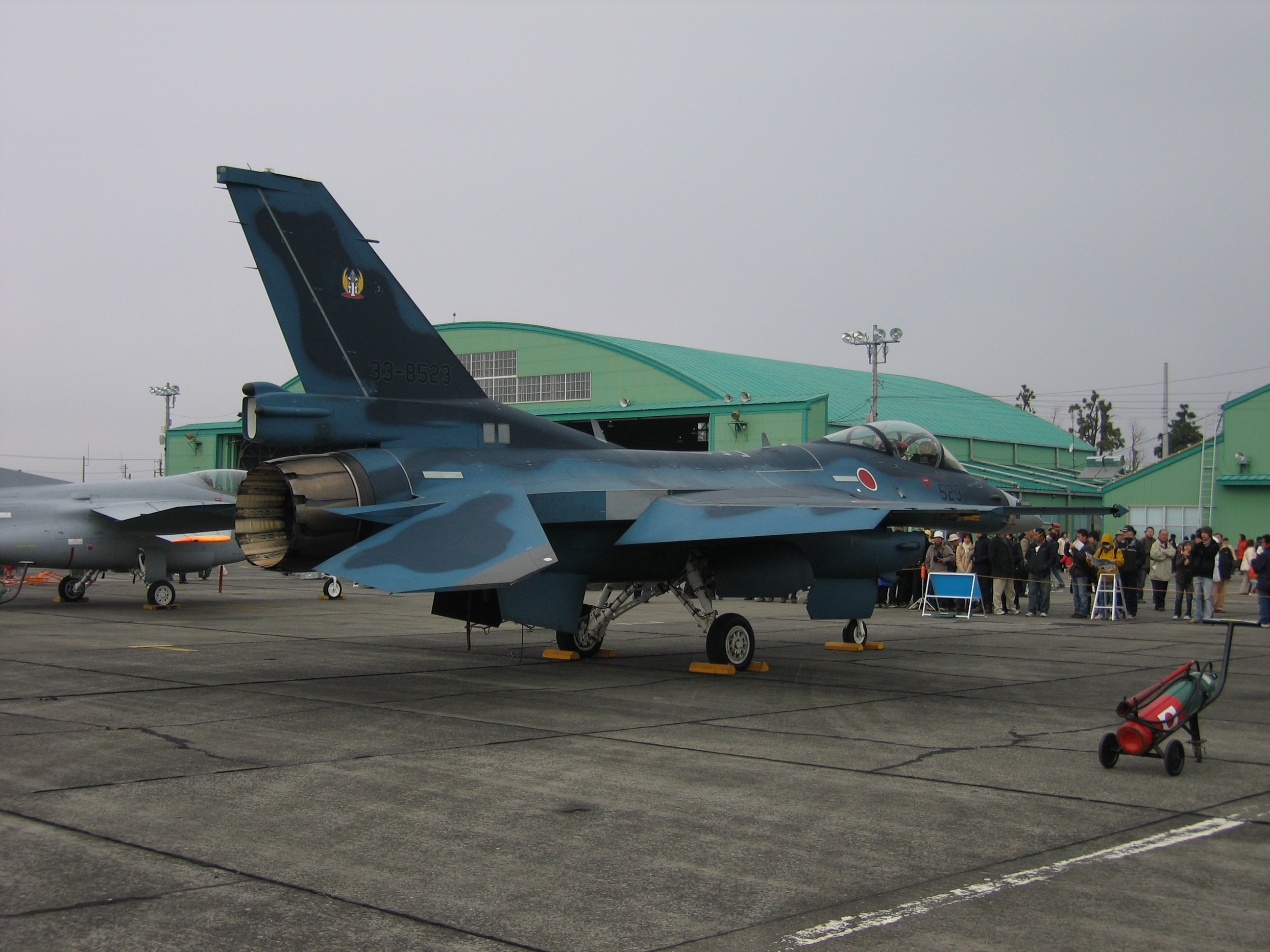
F-2A의 뒷모습

단좌식 F-2A와 복좌식 F-2B가 존재한다. 지원기, 즉 공격기인 본기는 F-1처럼 대지 및 대함 공격 능력에 특화된 기체이다.

### 개요
외관적인 특징으로써 일본 항공자위대의 항속거리, 무장탑재량 요구를 만족시키기 위해 모체가 된 F-16보다 훨씬 대형화된 동체, 주익 및 저공비행시 버드 스트라이크(새와의 충돌)에 대처하기 위한 삼분할 캐노피 등을 들 수 있다. 주익은 선회 성능 향상을 위해 탄소계 복합재로 이루어진 일체구조를 채용하고, 주익 면적의 확대를 꾀했다. 엔진은 이착륙 성능 향상을 위해 대추력화되었고, 기체 대형화에 따른 중량 증가를 피하기 위해 하이 테크 소재 및 구조기술을 대량으로 채용해 경량화에 성공했다. 항공전자기기(Avionics)는 통합전자전 시스템 및 내장 컴퓨터 등에 일본제 최신 기술을 이용한 기기를 탑재했다. 또한 세계최초로 전투기용 능동위상배열 레이다(AESA) 및 CCV(운동성 우선 항공기) 기술, 스텔스성 향상을 위해 전파흡수재를 도입했고, 항공자위대 최초로 플라이 바이 와이어(FBW) 식 사이드 스틱을 채용했다. 또한, FBW은 미국이 기술 공여를 거부한 탓에 일본 국내 개발품이 탑재되었으며, 이 일본산 FBW 도입에 따라 당초 채용 예정이었던 "카나드 날개"는 불필요하다고 판단되어 채용이 보류되었다. 하드 포인트는 양익에(엄밀히는 5 개소지만 물리적 제약에 의애 동시 사용이 가능한 것은) 각 4개소씩, 동체 하면 1개소 합계 9 개소에, 추가로 자위용 단거리 공대공 유도탄을 장비 가능한 익단에 각 1개소 합계 11개소에 달한다.
F-1에서 문제가 되었던 운동성은 모체가 된 F-16보다 우세 혹은 동등하다는 평가를 받고 있으며, 방공 임무에도 충분히 대응 가능한 성능을 가지고 있다. 운동성 및 항속거리, 탑재가능중량 등, 다양한 면에서 F-1보다 우수한 성능을 자랑하며, 특히 항속거리 증가로 인한 작전가능지역 확대는 탑재 유도탄 사정 거리 및 성능과 맞물려 커다란 의미를 가지고 있다. 또한, 대함 미사일을 4발 탑재 가능한 전투기가 세계적으로 주류가 아니다. 하푼 정도의 대함 미사일을 4발 이상 탑재 가능한 전투기로는 F/A-18 계열기와 Su-35/34, 라팔과 F-2 정도가 있다. F-16의 경우에는 펭귄과 하푼을 동시에 각각 두발씩 탑재할 수도 있다. 이러한 점에서도 중요한 의의를 가지고 있다.
도장은 청색을 기조로 한 "해상 위장"이 이루어져 있다. 지상에서는 크게 눈에 띄는 도장이나 주임무인 대함 공격이 이루어질 해상에서는 매우 식별이 어려운 도장이다. 또한 매우 보기 드문 도장(기지 축제 등 이벤트 한정이 아니라 통상 임무에서도 사용되는 해상 위장)이라는 점이 특이하다.

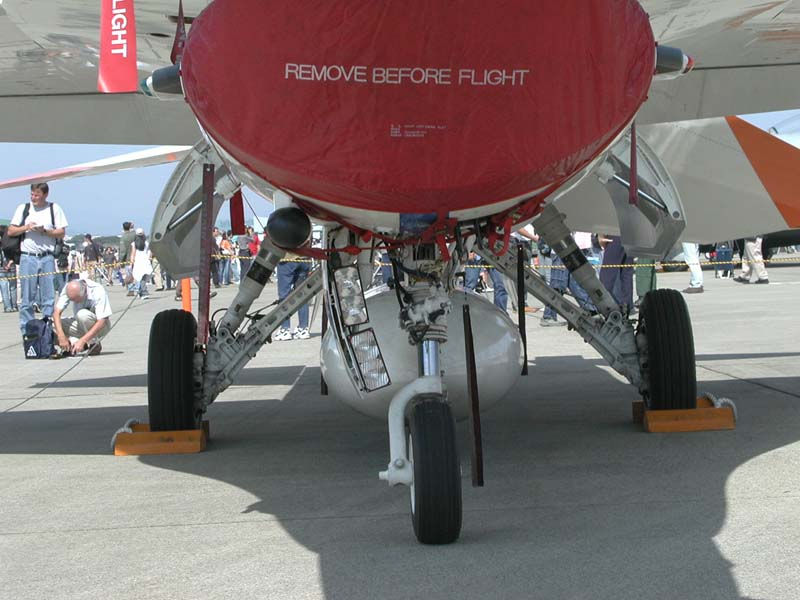
XF-2의 랜딩기어

일본 항공자위대에서는 1970년대 이후, 항공기에 정식 애칭을 붙이는 관습을 가지고 있지 않지만, "에프이(エフに)" 및 "에프투(エフツー)"라 불린다. 항자대 파일럿들 사이에서는 "바이퍼 제로(VIPER ZERO)"라고도 불린다.
개발 연장과 경비 상승에 의해 1기당 가격이 약 120 억엔, 성능에 비해 고가 전투공격기가 되었다. 이런 문제점들과 방위비 예산 감소에 따라 최종 조달 기수는 당초 안 141기에서 예비기 및 공중곡예팀 "블루 임펄스" 배치기가 전기 소감되어 94기로 대폭 감소되었다.
생산은 미쓰비시 외에 록히드 마틴, 가와사키 중공업, 스바루 중공업이 각부를 담당, 미쓰비시 고마키(小牧) 공장에서 최종 조립이 이루어졌다. 공동 개발이었기 때문에 미국분 개발 경비로 1기당 47 억엔이 일본 측에 지불되었다.

### 사양

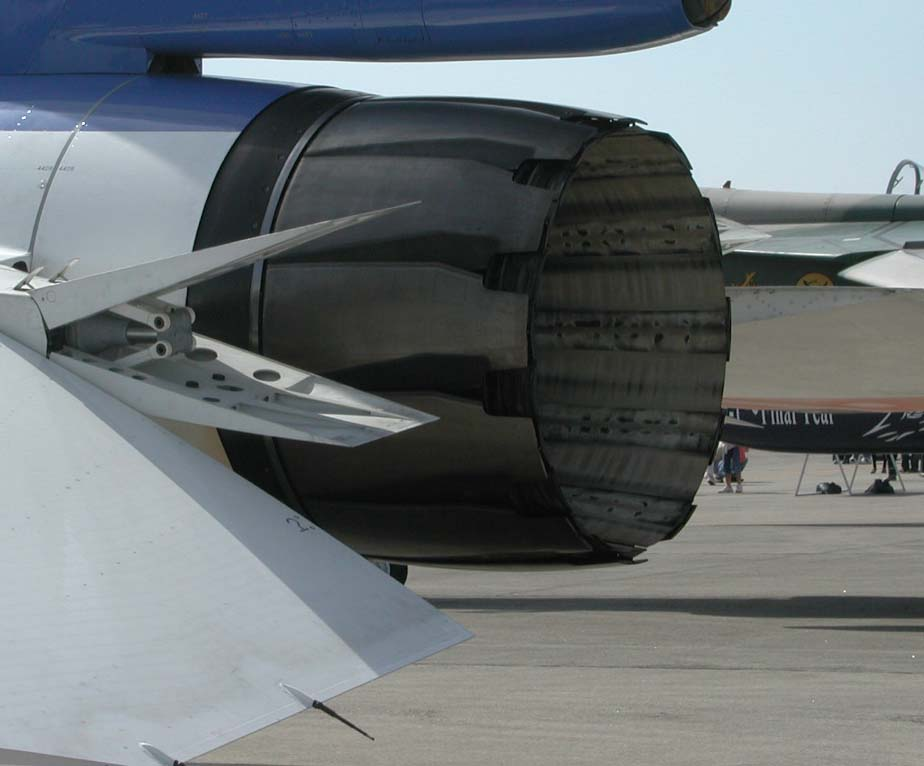
XF-2의 엔진

- 탑승원: 1 명 (F-2A) / 2 명（F-2B）
- 전장: 15.52 m
- 전폭: 11.1 m
- 전고: 4.96 m
- 익면적: 34.84 m²
- 본체중량: 9,527 kg
- 최대이륙중량: 22,100 kg
- 엔진: GE F110-IHI-129 터보 팬 엔진 x 1
- 추력: 75 kN, 애프너 버너 사용 시 131 kN (13430 kgw)
- 최대속도: 마하 2.0
- 항속거리：900 km (대함 임무 시), 약 2,500 km（순항 시)
- 실용상승고도: 18,000 m
- 익면하중부담: 430 kg/m² (15,000 kg 탑재 시)
- 추력 대 중량비 : 0.89
- 고정무장 M61A1 20 mm 기관포 1문 (탑재탄수 512발)

### 무장
통상 무장
- M61A1 20mm 기관포
- 자위용 단거리 공대공 유도탄 X 4

상비 무장은 이것뿐으로 이하는 임무에 맞춰 추가 탑재된다.
수상함대저지임무
- 93식 공대함 미사일 X 4 혹은 500파운드 폭탄 X 6

바다를 넘어오는 적 함선을 공격할 시의 장비 이외에 300 갤런 증가 연료 탱크 1개, 600 갤런 증가 연료 탱크를 2개를 장착 가능하며 추가로 AAM-3(90식 단거리 공대공 미사일) 2개를 날개 양 끝에 장착한다. 93식 공대함 미사일의 사거리는 180 km.
육상작전 직접지원임무
- 500파운드 X 12 혹은 클러스터 폭탄 X 4

육상 및 해상 작전을 지원해 적 부대에 공중 폭격을 수행할 시의 장비. 이외에 300갤런 증가 연료 탱크를 1개 장착 가능하다.
전투공중초계 및 요격임무
- 99식 중거리 공대공 유도탄(AAM-4) X 4 + 90식 단거리 공대공 유도탄(AAM-3) X 4

적 항공부대를 요격할 경우의 장비. 지원전투기인 본기로서는 본래 임무가 아니지만, 이러한 요격기로서의 운용도 가능하다. 이외에 300갤런 증가 연료 탱크 1개, 600갤런 증가 연료 탱크를 2개 장착 가능하다.

## 운용

### F-1 / T-2의 갱신
F-2가 최초로 배치된 곳은 미사와 기지이다. F-1으로 편성된 제3 비행대를 갱신하기 위해 2000년 10월 2일부로 "임시 F-2 비행대"가 발족, F-1이 도태되는 2001년 2월 27일에 새롭게 신(新) 제3 비행대가 되었다. 다음으로 마쓰시마 기지 제21 비행대(T-2 비행대)를 갱신하기 위해 2002년 4월 1일부로 "임시교육 F-2 비행대"가 발족, T-2가 도태된 2004년 3월 말 신(新) 제21 비행대가 되었다. 평성 16년도부터 쓰이키 기지 제6 비행대 F-1을 갱신하기 위해 2004년 8월에 제6 비행대 F-2 비행반이 설치되었고, 2006년 3월 9일에 F-1이 전기 퇴역한 후 F-2로 통일 배치되었다. F-2B만 생산되어 제21 비행대를 중심으로 소수 공급되었고, 2007년부터는 미사와 기지 제8 비행대의 갱신이 이루어졌다(F-1 대체 부대로서 배치된 F-4EJ改 비행대).
또한 시제기 4기, F-2A 1호기(63-8501, 시험 당시는 63-8001), F-2A 2호기(63-8502, 동 63-8002), F-2B 1호기(63-8101, 동 63-8003), F-2B 2호기(63-8102, 동 63-8004)는 기후 기지 비행개발실험단에 배치되었다.

### 초기 불량 발생
F-2는 개발 경위가 복잡하기 때문에 항공기 개발에서는 불가피한 초기 결함 문제에서도 과도한 주목을 받았다. 2002년 3월 2일자 도쿄 신문은 레이다 결함(표적이 락온돼도 빗나가는 문제 등)을 원인으로 얼럿 임무 (영공침범경계임무) 부여를 연기한다는 의견을 항공총대가 밝혔다고 보도했으며, 마이니치 신문은 기체 부하와 FBW 소프트웨어 개수 문제를 보도하는 등 매스컴의 주목을 모았다.
레이다에 관해서 언급하자면, 레이다 자체가 아니라 레이다와 기체의 매칭, 의장에 문제가 있었다고 전해진다. 레이다 자체에 문제가 있었다면 C-1FTB에서 시험되고 있을 때 판명되었을 테고, 매칭은 실제 기체에 적용해 보지 않으면 알 수 없는 일로 개발 경험 부족에 따른 문제라 할 수 있었다. 이는 모두 일반적인 초기 불량 범주라고 할 수 있었다. 얼럿 임무는 레이다 시스템 개선에 의해 2004년 3월부터 제3 비행대(미사와 기지)에서 부여되었다.

### 신형 공대공 무장 탑재 연구
F-2는 "지원전투기"지만, 증대되고 있는 위협 및 시대의 흐름에 따라 멀티롤 파이터(다용도 전투공격기)로서 높은 능력을 요구받게 되었다. 본기의 배치 개시 시점에서 이미 미국 및 러시아는 AIM-120 및 AA-12 등 능동 레이다 유도 방식의 중거리 공대공 유도탄을 보유하고 있는 상황이었으며, 곧 이어 한국도 KF-16에서 암람을 운용하기 시작하자, 이에 대항하기 위해서 F-2도 기존의 반능동 구식 미사일이 아닌 능동 유도 방식의 유도탄을 탑재, 공중전에서도 적을 제압하는 능력을 획득하기 위한 연구가 개시되었다.
특히, 일본 방위청 기술연구본부(기본, TRDI) 기술개발관(항공기 담당) 제4개발실이 실시한 "능동 전파 유도 미사일 탑재에 관한 연구"에서 자국산 중거리 공대공 유도탄 AAM-4(99식 공대공 미사일)를 지원전투기에 탑재하기 위한 연구를 수행, 2007년 완료 예정이다. 실제 개수 시제기는 정기 점검 수리(IRAN) 시에 실시, 전용 지령송신장치(J/ARG-1) 등 컴포넥션이 추가되었다. 이 작업을 거쳐 F-2에 AAM-4 발사 능력이 부여되었다. AAM-4가 운용 가능해진 덕에 F-2는 멀티롤 파이터로 변신하였다.
또한, 일본제 단거리 공대공 유도탄두 AAM-5(04식 공대공 유도탄) 탑재도 가까운 장래에 실현 될 것으로 예상되며, JHMCS(통합헬멧조준 시스템) 등의 시스템 통합도 필요하나 이쪽은 약간 더 시간이 걸릴 걸로 보인다.
여담이지만, 이 개수를 받고 제공 능력이 강화된 F-2에 일본 방위청 및 미쓰비시 중공업 내부에서는 비제식으로 "F-2E/F"라는 호칭을 사용했었다(일부 정책평가문서에도 동일한 기술이 있지만, 개수 후 F-2 제식명칭에 관해서는 불명이다). 이 방위청 내부 호칭에서는 C/D형이 자동적으로 차기 번호 취급을 받고 있지만, 이에 관해서는 초기 불량을 만족할 정도로 극복한 현재 형 혹은 소위 "F-2改"가 C/D형이 되는 게 아닌가 하는 추측 등도 존재한다.
본래의 지상공격능력도 향상되었다. F-2는 조달 연도에 따라 다소 사양 차이가 보이지만, 후년 조달기에서는 탑재장비품에 맞춰 기능 강화가 이루어졌다. 이것이 조달 가격이 떨어지지 않는 요인 중 하나라고도 하며, 2004년 발주된 기체부터는 통합직접공격탄(JDAM) 탑재 능력이, 2005년 발주기부터는 외장식 전방감시 적외선 포드 J/AAQ-2 탑재 능력이 부여된다.

### 조달 예정 기수의 변경
당초 일본 방위청의 F-2 조달 예정수는 이하와 같았다.
- 지원전투기(FS) 3개 비행대 60 기

일 개 비행대 정수는 20기. 각 비행대는 단좌식 A형 18기와 복좌식 B형 2기를 정수로 한다. 대상은 미시와 기지 제3 비행대, 제8 비행대, 쓰이키 기지 제6 비행대.
- 교육비행대 21 기

T-2 초음속 고등훈련기 후계기로서 B형을 배치한다. 대상은 마쓰시마 기지 제21 비행대.
- 교도비행대 8 기

어그레서 비행대로서 과거에 T-2, 현재는 F-15D/J를 운용 중이다.
- 술과교육용 2 기

하마마쓰 기지 제1 술과학교에 정비원 양성용 교재로 이용한다.
- 현장 / 소모 예비기 39기

비행대 정비 및 대규모 정비로 제작사에 기체가 입고된 사이 부대에서 사용하기 위한 정수 이외의 예비기를 두어 로테이션으로 사용한다. 또한 사고에 따른 소모에 대응하기 위한 기체를 확보한다.
- 블루 임펄스 11 기

T-4 고등훈련기를 사용하는 블루 임펄스의 후계기로 11기를 이용한다.
하지만, 우선 블루 임펄스 배치분 11기가 긴축재정으로 인해 매우 이른 시기에 감소되어 130기가 되었다1995년 12월 14일 일본 안정보장회의 결정, 동년 동월 15일 각의 동의). 일반적으로 유포된 "130기 조달 예정"은 블루 임펄스 분 감소 이후의 수치를 가리킨다.
추가로 2002년 8월 조달 기수 감수가 이루어져 비행교도대 배치 예정인 8기가 전기 소감, 현장 소모 예비기가 15기로 소감되어 합계 32기를 줄인 98기가 조달되었다. 소감 대상은 현재 F-15DJ를 사용하고 있는 부대로 이후도 장기간 F-15DJ 사용이 가능한 비행교도대이다. 추가로 소모 및 정비 로테이션을 위한 현재 소모 예정기를 15기로 압축하는 방법으로 조달수를 소감했다. 비행대 배치 정수 81기에 비해 15기는 매우 적은 숫자이다(F-4, F-1 등은 기체 정수 약 30 퍼센트를 예비기로 조달했다). T-2 후계기로써 교육비행대 21기는 너무 적은 숫자며(T-2는 96기 조달), 생도 교육보다는 기종 전환 훈련용이라는 의미가 크다.
예산 삭감이 이루어진 2004년 12월 10일에 의결된 "평성 17년도 이후에 관한 방위계획 대망"(신방위대망)에서 일본 정부는 전투기, 전차, 호위함을 현재보다 대폭 감소한다는 방침을 내렸다. 이 정수 감소에 따라 항공자위대는 요격 및 지원 임무를 병용했던 전투기 비행대 구분을 차차 멀티롤화(다용도화)할 필요가 생겼다.
신방위대망 발표 직후 일본 정부는 전기의 "중기 방위력 정비계획"(중기방)을 1년 앞당겨 종료하고, 신방위대망에 의해 재형성된 신 ・중기방(평성 17년도부터 21년도 대상)을 결정했다. 이 신중기방 안에 F-2 조달 중지와 중지에 이른 이유, F-4 후계 전투기(F-X)의 조달이 발표되었다. 중지 이유는 이하 대로이다.
- F-2는 개발 늦어지는 등, 1기당 가격이 당초 예정이었던 약 80억 엔에서 주력전투기 F-15와 동등한 약 120억 엔으로 증가했다.
- F-15가 현대화 개수로 성능 향상을 꾀하고 있는 반면, F-2는 기체가 소형이라 성능 향상의 여지가 거의 없다.
- F-2는 기체가 소형이고, 미사일 등 장비수에도 한계가 있다.
- F-2 조달은 기한 내에 22기로 종료한다.

2004년도까지 배치가 끝난 기체를 포함, 합계 76기의 예산이 편성되었기 때문에 22기를 끝으로 합계 98기로 배치를 종료하게 되었다. 신중기방에서는 퇴역이 얼마 남지 않은 F-4 후계 전투기(F-X) 7기의 정비가 처음으로 포함되었으며, 신방위대망을 조기에 실현하기 위해서 F-2 조달 종료 → F-4 후계기 도입으로 흐름이 변화되었다.
F-2 조달 중단 이유로써 가격과 성능 문제가 언제나 도마 위에 올랐다. 우선, 첫 번째 문제인 가격에 대해서 언급하면, 3270억 엔에 이르는 개발비와 기체 구입비를 합친 약 1조 5000억 엔이 소비되었고, 투입 개발비로 따진 가격만도 1 기당 120 억엔 이상에 이른다. 하지만 이 자체가 일본 방위청과 일본 정부가 정책 평가 후 결정한 일로 소위 "각오한 비용"이었다. 둘째 성능에 관해서 언급하면, 1995년부터 2000년에 걸쳐 일본에서 실행된 기술 실용화 실험에서 요구 성능을 만족하고 있다는 것이 확인되었다. 즉 가격도 성능도 아닌 일본의 전략환경 변화(냉전 구조 → 주변 사태에 대한 대응)와 신대망에 의한 보유 정수의 변경 그리고 국가 재정의 변화에 따른 방위비 일률 감소가 조달수의 감소 이유라 할 수 있는 것이다.
배치 완료기를 포함, 2005년도 예산으로 5기, 2006년도 예산으로 5기가 조달되었다. 당초 항공자위대는 2008년도까지 정비할 예정이었지만, 5기씩 2년에 걸쳐서 조달하는 것보다 10기를 일괄 조달하는 것이 136억엔의 비용(이 중 약 100억엔은 회사 생산라인 조기폐쇄로 절약 가능한 액)을 절약할 수 있기에, 2007년 예산에서는 10기 일괄 취득을 목표로 하고 있었다. 하지만 8 기분밖에 승인이 되지 않아, 2006년 12월 24일에 열린 일본 안전보장회의에서 98기에서 94기로 총취득수 감수가 결정되었다. 4기의 시제기도 순차 양산화 개수가 진행되고 있으며, 총 부대 배치수는 98기에 달한다.

### 작전 반경
F-2의 최대 항속거리는 약 1200 km, 최대 작전 반경은 약 900km였으나 KC-767 공중급유기 4기 체제가 2010년 1월 12일 완비
됨으로써 무한대로 확대되었다.

### 배치 기지
- 미사와 기지(三沢基地) - 제3 항공단 제3 비행대
- 마쓰시마(松島基地) - 제4 항공단 제21 비행대
- 하마마쓰 기지(浜松基地) - 제1 술과학교(術科學敎)
- 기후 기지(岐阜基地) - 비행개발실험단 (XF-2）
- 쓰이키 기지(築城基地) - 제8 항공단 제6 비행대

## 개량 사업
| 예상 계상연도          | 부품조달 숫자 | 개량/보수 숫자 |
| ---------------------- | ------------- | -------------- |
| 헤이세이 22년 (2010년) | 4대           | 1대            |
| 헤이세이 23년 (2011년) | 36대          | 3대            |
| 헤이세이 24년 (2012년) | 0대           | 12대           |
| 헤이세이 25년 (2013년) | 0대           | 12대           |
| 헤이세이 26년 (2014년) | 30대          | 12대           |
| 헤이세이 27년 (2015년) | 9대           | 0대            |
| 헤이세이 28년 (2016년) | 12대          | 9대            |
| 헤이세이 29년 (2017년) | 9대           | 16대           |
| 총계                   | 100대         | 65대           |

## 운용국
- 일본 - 시제기 4기 포함 98기였으나 동일본 대지진으로 18기가 파괴되어 13대를 수리하였다.

## 파생형

### F-2 수퍼改 (F-2 Super Kai, F-2スーパー改）
미국 항공산업 및 군수산업의 큰 손인 록히드 마틴사는 2004년에 요코하마 시에서 개최된 "국제항공우주전 저팬 에어로 스페이스 2004"에서 F-2에 F-16 블록 50/52를 참고한 걸로 보이는 컨포멀 탱크와 스나이퍼-XR을 장비한 F-2 수퍼改라는 이름의 모형과 이미지 그림을 발표했다. 하지만 일본 방위청에 이런 계획은 없으며, 이후의 구체적인 개수 제안 등에 대한 속보 또한 존재하지 않기 때문에, 일종의 장난으로 치부되었다고 전해진다(개수는커녕, 배치수 감소가 결정되어 있는 상태이다.).

## 등장 작품
- 《고지라 대 메카 고지라 (ゴジラ×メカゴジラ)》
- 《망국의 이지스 (亡国のイージス)》: 영화판에서 F-2 실기가 등장하며, 일본 영화에서는 첫등장이었다.
- 《기동경찰 패트레이버 - 2 THE MOVIE (機動警察パトレイバー 2 the Movie)》: 영화제작 시는 제식 명칭이 선정 중인 상태였기 때문에 F-16J라는 이름만 등장한다.
- 《크레용 신쨩 전설을 부르는 부리나케 딱 3분 대진격 (クレヨンしんちゃん 伝説を呼ぶブリブリ 3分ポッキリ大進撃)》: 괴수를 공격하기 위해 등장한다.
- 《최종병기 그녀 (最終兵器彼女)》: 국적 불명의 폭격기를 요격하기 위해서 등장한다.
- 《군청의 하늘을 넘어서 (群青の空を越えて)》
- 《에어로 댄싱 (エアロダンシング) 시리즈》: 모든 작품에 등장한다.
- 《에이스 컴뱃 (エースコンバット) 시리즈》: 일부 작품에 등장하며, 플레이어 기체로서 사용 가능하다.
- 《제로의 사역마 4기 F》

## 같이 보기
- F-1 지원전투기
- AIDC 경국호
- T-50 골든이글

## 참고 문헌
- 《월간 항공 팬 (月刊 航空ファン)》 문림당 (文林堂)
- 《월간 JWings (月刊 JWings)》 이카로스 출판 (イカロス出版)
- 《일본은 왜 여객기를 만들지 않는가(日本はなぜ旅客機を作れないのか)》 마에마 가타노리(前間孝則), 쇼시사(草思社) ISBN 4-7942-1165-1